# Domingo Arena
Domenico Arena (Tropea, Italia, 7 de abril de 1869-Montevideo, 3 de mayo de 1939), conocido como Domingo Arena, fue un abogado, periodista y político ítalo-uruguayo, perteneciente al Partido Colorado, que ejerció como diputado, senador, director del diario El Día, miembro de la "Comisión de los Ocho" que redactó la Constitución de 1918 y miembro del Consejo Nacional de Administración entre 1919 y 1922.
Arena fue uno de los correligionarios y amigos más íntimos de José Batlle y Ordóñez, considerado como una de las personalidades fundamentales del batllismo, del Partido Colorado y de la tendencia política del anarcobatllismo.

## Biografía

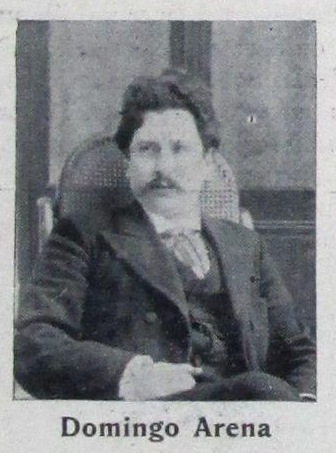
Domingo Arena a principios de los 1900s

Nació en el municipio de Tropea, de la región de Calabria, en el sur de Italia el 7 de abril de 1870, en el seno de una familia muy humilde, siendo sus padres Gaetano Arena, de profesión zapatero, y Anna Lorenzo, ama de casa. Cuando era un niño emigró a Uruguay con sus padres y hermanos (Dionisio, Aldo y Ramona) en 1877, radicándose en el departamento de Tacuarembó. En su juventud trabajó en labores rurales como jornalero, peón de pulpería y changador, mientras que un maestro rural le proporcionó enseñanza hasta el séptimo año de escuela. En ese entonces su hermano mayor y el más cercano a Domingo, Dionisio, emigra a Colonia del Sacramento, donde forma su familia y trabaja de carpintero.[cita requerida] Hay una anécdota que dice que un día Arena se enteró de que con séptimo grado cumplido de escuela primaria podía cursar secundaria en la Universidad de la República en Montevideo, y para lograr que el director de la escuela de la zona le validara un comprobante haciendo un curso de un año (Arena era autodidacta), su padre lo sobornó con zapatos para toda su familia.[cita requerida]

### Inicios profesionales
Se radica en Montevideo donde cursa sus estudios superiores, debiendo trabajar para continuarlos; inicia su vida laboral en dicha ciudad. Pasa por varios trabajos, el primero en la Fiscalía de lo Civil de Montevideo, hasta llegar al campo periodístico trabajando para el diario El Día, comenzando como gacetillero, pasando por cronista, reportero y editorialista, hasta ejercer la dirección en conjunto con Pedro Manini Ríos. Publicó muchos artículos con su nombre y otros utilizando el seudónimo Mercurio.
Estudió en la Facultad de Medicina y se graduó de Farmacéutico y luego de Abogado en la Facultad de Derecho.
En esos tiempos conoció a José Batlle y Ordóñez, forjando una profunda amistad y admiración recíproca, convirtiéndose en uno de sus más importantes colaboradores. Este afecto fue extensivo a toda la familia Batlle-Pacheco a quienes Arena visitaba frecuentemente ya que sus quintas eran vecinas en Piedras Blancas.

### Militancia política
Militó en filas del Partido Colorado y se hizo partidario del movimiento reformista encabezado por José Batlle y Ordóñez. Al igual que en el periodismo, Arena ascendió rápidamente en la política. Fue diputado durante varias legislaturas por los departamentos de Montevideo, Soriano y Tacuarembó. También llegó a ser senador, en sustitución de José Batlle y Ordóñez quien renunció a su banca con motivo de asumir la Presidencia de la República, presidente de la Cámara de Representantes en varios ocasiones y miembro del Consejo Nacional de Administración.

### Pensamiento político
La historiadora Ana María Rodríguez Ayçaguer, quien ha estudiado la faceta política de Arena sostiene que sus discursos, de gran carga emotiva, se caracterizaban por la defensa de “los más débiles”. Afirma que fue la mano derecha de Batlle pero con una postura ideológica radical. Gerardo Caetano lo define como un “liberal a la francesa”, por su "republicanismo liberal" que “cruzaba republicanismo con ideas del anarquismo”, aspecto revelado en su “profunda sensibilidad social respecto a la cuestión obrera”, en su relación con los líderes sindicales y en una “manera de concebir la nación como república que nos impregna todavía hoy, con la libertad entendida en sentido positivo, par, y con una concepción de la política fundada en el ciudadano virtuoso”, una visión que según Caetano “deja afuera al liberalismo anglosajón, más fundado en el individuo, desconfiado de la política y del Estado, y del sentido de bien”.
Domingo Arena escribió “Si no hubiera habido batllismo en el Uruguay, hubiera sido socialista, seguramente anarquista”. Siendo una de las principales figuras del llamado Anarcobatllismo en el Uruguay de principios del siglo XX.

### Muerte
Murió en Montevideo el 3 de mayo de 1939, a los 68 años.

## Obras
- La presunción de legitimidad: comentario á los artículos 190 y 196 del Código civil. Montevideo, 1910
- Divorcio y matrimonio: discurso pronunciado en el Senado uruguayo con motivo de la discusión del proyecto Areco sobre divorcio unilateral, en las sesiones de los días 31 de julio, 2 y 6 de agosto de 1912. Montevideo, 1912
- Batlle y el ejecutivo colegiado. Montevideo, 1913
- Batlle: recuerdos, anécdotas, reflexiones, la muerte. Montevideo, 1930
- Por el alivio del dolor humano: el pensamiento de Batlle en acción. Montevideo, 1931
- Prólogo a: El Batllismo y el problema de los combustibles. De Luis Batlle Berres. Montevideo, 1931
- Cuadros criollos y escenas de la dictadura de Latorre. Montevideo, 1939